# 欧纳
欧纳（法語：Aulnat，法語發音：[o(l)na]）是法国多姆山省的一个市镇，属于克莱蒙费朗区。

## 地理
欧纳（45°47'57"N, 3°10'3"E）面积4.21 平方千米，位于法国奥弗涅-罗讷-阿尔卑斯大区多姆山省，该省份为法国中南部省份，北起阿列省接壤，东临卢瓦尔省，南至上盧瓦爾省和康塔爾省，西接科雷兹省和克勒兹省。
与欧纳接壤的市镇（或旧市镇、城区）包括：克莱蒙费朗、朗德、马兰特拉、蓬迪沙托。

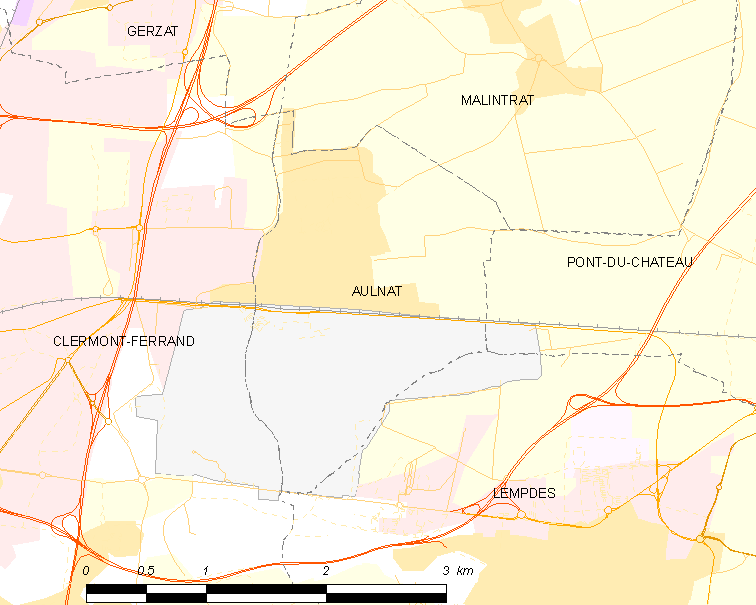
欧纳的OSM定位图

欧纳的时区为UTC+01:00、UTC+02:00（夏令时）。

## 行政
欧纳的邮政编码为63510，INSEE市镇编码为63019。

## 政治
欧纳所属的省级选区为热尔扎县。

## 人口

1962-2008年间欧纳人口变化图示

欧纳于2022年1月1日时的人口数量为4127人。